# عديلة عز الدين
عديلة عزالدين ممثله وراقصة مصرية. وهى شقيقة الراقصتين ببا عز الدين و شوشو عزالدين و الفنانة ماري عز الدين وتزوجت الفنان سيد فوزى من أقرب تلاميذ الفنان سيد درويش.